# Jacques Dodeman
Jacques Dodeman, né le 15 février 1925 à Lamotte-Beuvron (Loir-et-Cher) et mort le 31 août 2017, est un éditeur français.
Durant plus de cinquante ans, il fait appel, souvent parmi les premiers, à presque tous les nouveaux moyens de communication, depuis les émissions de télévision vues par des millions de personnes, jusqu'aux ouvrages en microédition destinés à quelques dizaines de chercheurs, en passant par les bases de données informatiques. Sa production est un témoignage concret de l’évolution de l’édition française dans la seconde moitié du XXe siècle.

## Biographie

### Famille
Jacques Maurice Dodeman est né le 15 février 1925 à Lamotte-Beuvron dans le Loir-et-Cher. De son mariage, le 9 décembre 1948 avec Yvette Solanilla, sont nés deux enfants, Danièle et Jean-Pierre.

### Formation
Jacques Dodeman étudie à la faculté de droit de Toulouse puis à la faculté de droit de Paris, à l'École libre des sciences politiques et à la London School of Economics. Il est licencié en droit, diplômé d'études supérieures de sciences économiques et d'économie politique, diplômé de l'École libre des sciences politiques et en 1946, auteur du mémoire L’industrie du coton en Angleterre.

## Carrière professionnelle

### Librairie Hachette: le temps du papier (1950-1970)
« Au fond, il y a plus de 70 ans que je suis dans le papier » rappelle Jacques Dodeman. « Au départ j’étais faussaire : à 17 ans, sous les Allemands, je fabriquais des faux papiers d’identité ». Même si l'on oublie cette activité particulière qui cesse aussitôt la paix revenue, il est éditeur depuis près de 65 ans.
À l'issue de ses études, il est recruté par la Librairie Hachette en mars 1950. Il y passera les vingt premières années de sa vie professionnelle.
De 1950 à 1953, il dirige la librairie de Londres dont il étend la présence en Grande-Bretagne en créant le Franco British Book Selection Comittee  qui anime les deux clubs de livres francophones Livres de France et Le Club Pourpre.
Il est ensuite attaché à la direction du département étranger et responsable à la prospection des marchés internationaux jusqu'en 1960. Au-delà de l’édition et de la distribution, il aborde alors tous les métiers de la communication. Il se qualifie lui-même de « commis voyageur en culture française ». Il parcourt le monde de l’après-guerre pour développer les marchés de la presse et du livre et l’enseignement du français. Après la bataille de Diên Biên Phu et les accords de Genève, il est dans le DC-3 de la commission d’armistice pour préparer, avec les autorités Việt Minh, la livraison des livres nécessaires à la prochaine rentrée universitaire à Hanoï. À travers Sonopresse, il développe à l’international la production des disques souples qui donnent le magazine Sonorama. Avec l'agence Americom aux États-Unis, il entre dans le monde de la publicité.
Sa première incursion dans l’audiovisuel résulte de ses voyages. Devant le recul de la langue française dans le monde, il convainc Hachette de lui donner les moyens de produire une série de films d’enseignement de la langue française, destinée au grand public et déclinable aussi au niveau scolaire et universitaire. La télévision, naissante, mais déjà bien présente dans tous les grands pays, sera le vecteur idéal pour toucher le plus grand nombre. Il recrute trois auteurs expérimentés, George Amado, Léon Louis Grateloup et Fernand Marzelle, ce dernier assurant également la mise en scène, et une équipe technique autour du photographe Henri Alekan qui réalisera une image de très grande qualité. André Popp compose une musique très originale. Dawn Addams, partenaire de Charlie Chaplin dans Un roi à New York, sera la présentatrice. Parallèlement à ses autres activités, il commence la production de cette série de 26 films de 26 minutes en 35 mm — l’équivalent de sept films de long métrage —, réunissant plus de 200 acteurs, qui s'étalera sur deux ans. En France comme si vous y étiez obtiendra la Nymphe d’Or du meilleur film d'enseignement au 2e Festival de télévision de Monte-Carlo, le 17 janvier 1962 et sera diffusé par les stations de télévision des principaux pays du monde occidental. Les passagers du France réviseront leur français avec En France, sur la télévision intérieure du paquebot, pendant leurs traversées transatlantiques, tout comme l'équipage du premier porte-avions à propulsion nucléaire navale américain USS Enterprise. Tout un ensemble de coffrets de livres et de disques souples pour l'étude à domicile ou à l'université complétera la série.
Successivement chef du service livres en 1961, directeur commercial en 1964, directeur du département étranger Hachette (DEH) en 1966, il est administrateur de ses principales filiales dans le monde. Il développe le réseau international qui connait alors une forte expansion et intervient désormais pour plus de 5 % dans les échanges de produits imprimés du monde occidental,. Ce développement intensif ne va pas sans quelques incidents, en particulier au Canada, où les libraires et éditeurs locaux, craignant pour leur propre activité, le mettent personnellement en cause dans l’affaire Hachette, une controverse qui agitera le pays pendant plusieurs années et remontera jusqu’au ministre des Affaires étrangères, Maurice Schumann, avant d’être totalement apaisée. En 1979, le nouveau président, Ithier de Roquemaurel, organise le Groupe Hachette en quatre grands départements et lui confie le Groupe International (G.I.H.),. Il veut l’internationaliser plus encore, développer l’édition locale sur tous les supports et ouvrir le réseau à toutes les langues. Devant le désaccord complet du président, il démissionne en mars 1970, mais accepte de rester dans ses fonctions jusqu’au recrutement d’un successeur. Il quitte le groupe en septembre 1970. Il est alors âgé de 45 ans.

### Des temps sans papier?
Des éditeurs et distributeurs étrangers amis, Luciano Mauri des Messagerie Italiane à Milan, Edmond Artar de la société Naville, à Genève, Fred Hyman de Novo à New York, viennent rapidement à son aide et créent la société holding luxembourgeoise, Intracom, au capital de 5 millions de francs suisses, dont les ressources sont mises à sa disposition pour le développement de ses nouvelles activités.
La société IDEFI, devenue quelques semaines plus tard France Expansion,, est créée le 23 octobre 1970. Jacques Dodeman en sera le président-directeur général jusqu'en 1986. Cette société est à la base des premiers développements qu'il propose. L'évolution de l'édition aux États-Unis est une source d’inspiration. Après tant d’années de « papier », Jacques Dodeman veut suivre des pistes nouvelles, aussi différentes que possible de ce qu'il a fait chez Hachette et utiliser les nouveaux médias qui émergent. Il explore de tous côtés, avec des fortunes diverses. Parfois un peu trop tôt avec Livres Disponibles, ou déjà presque trop tardivement avec l’édition sur microfiches, florissante depuis déjà longtemps outre Atlantique. Avec le concours de l’Association des universités de langue française et du CNRS, il édite les Archives de la Langue Française, corpus de 7 500 microfiches, réunissant 405 dictionnaires et grammaires publiés depuis le XVIe siècle, le Journal des Américanistes ou encore le Bulletin signalétique du CNRS. Il crée, avec trois autres éditeurs français pionniers (Hachette, ACRPP, Cipol), un Syndicat de la microédition – dont il sera élu président et qui s’auto-dissoudra dès qu’il aura obtenu le même régime de TVA que celui appliqué aux livres. Il essaie aussi, avec l'aide de la société d'édition François Lobies, une autre approche de la micro-édition, la réédition sur papier bible du journal Le Monde, depuis ses origines. Mais l'arrivée de la numérisation, permettant de consulter, via le réseau Internet, tous les types de documents, rendra plus tard ces supports à leur tour obsolètes.
Les différentes sociétés et titres qu’il crée, sous des formes et avec des contenus très différents, ont tous un point commun : la distribution sélective de l’information, destinée à des lecteurs aux centres d’intérêt bien définis. Et même lorsqu'il n'y a pas utilisation des nouveaux supports, les formules éditoriales sont résolument nouvelles. Ses choix éditoriaux suivent, pas à pas, les nouveaux moyens de communication : microfiches, cassettes vidéo, disques souples, ordinateur, bases de données informatiques, télévision et bientôt Internet.

#### Livres disponibles, l'édition et l'informatique, 1970-1977
La première grande aventure est un Répertoire des livres de langue française disponibles qui présente la description détaillée de tous les ouvrages de langue française disponibles à la vente à travers le monde. Books in Print existait déjà aux États-Unis, pour l'édition en langue anglaise et venait pour la première fois d’être conçu en version numérique. Dès décembre 1970, Jacques Dodeman lance, sans test ni expérience préalable, la même opération pour l’édition francophone : au départ 110 000 livres à recenser et une dizaine d'informations à relever pour chacun. Le nombre de livres augmentera de moitié, dès la deuxième édition. Il faudra 18 mois de travail, plus de 60 enquêteurs et bibliographes pour contrôler les livres chez les éditeurs et saisir les informations. L’informatique est à son tout début, la saisie, difficile et hasardeuse. Tout doit être inventé. Au prix d'improvisations techniques quasi quotidiennes et, grâce à l'aide des ingénieurs et aux machines du centre de calcul de l'École nationale supérieure des mines de Paris, la base informatique de Livres disponibles est prête à la fin de 1972. C’est la première base de données française de cette importance. Elle servira à créer le fonds de la bibliothèque publique d'information du Centre Pompidou et celui de la première librairie de la Fnac. Sous forme de livres, ce sera l'instrument de travail des libraires et des bibliothécaires qui en accueillent très favorablement la sortie, la presse française et internationale aussi. Suivent le Répertoire de l’édition au Québec, Francophonie édition, Douze mois d’édition francophone puis À paraitre. La couverture bibliographique est complète.
Mais le Cercle de la librairie, qui publie la bibliographie de la France, estime que la responsabilité de la recherche bibliographique doit lui revenir et fait pression pour obtenir une cession qui aura lieu en 1977. Livres disponibles sera publié à partir de cette date par le Cercle et la base de données, commercialisée sous le nom d’Électre, deviendra le support du commerce du livre de langue française.

#### Stratégiesl'édition multimédia, 1971-1984
Au milieu de ces activités informatiques, deux jeunes journalistes, Christian Blachas et Alain Lefebvre, viennent lui proposer de lancer un magazine consacré à la publicité, totalement nouveau et indépendant. Il s’agit bien de diffusion sélective d’information, mais le magazine est sur papier. Jacques Dodeman se laisse, malgré tout, tenter et crée, en 1971, la société Publications Professionnelles Françaises (P.P.F) dont il assure la présidence jusqu'en 1985. Le premier numéro du bimensuel Stratégies qu'il dirige paraît le 8 octobre 1971. Le succès est quasi immédiat. Quelques grandes agences, qui préféreraient une presse plus obéissante, sont un peu méfiantes au départ, mais la rigueur et l'indépendance du nouveau titre, sa contribution à la vie de la profession convainquent vite. Stratégies devient hebdomadaire à partir de son numéro 200 et multiplie les développements, via une lettre quotidienne Stratégies Newsletter et des dossiers annuels de plus en plus étoffés. Un nouveau support sur cassettes vidéo, Stratégies Vidéo, premier jalon vers le Culture Pub de Christian Blachas, recense chaque mois tous les nouveaux films publicitaires. Video Strategies est créé à son tour à New York en 1980. Un nouveau titre, Création, magazine mensuel de la création publicitaire, est lancé sous la direction de Benoît Delépine. Le modèle de Stratégies marquera l’édition professionnelle française et, à travers ses bases de données et ses banques vidéo, sera finalement un exemple parfait du développement multimédia qu’il n’était pas supposé incarner à l’origine. Cédé en 1984, Stratégies est toujours le journal de référence de la profession.

#### Le Journal des Arts, du papier au web, 1993-2000
En 1993, il découvre Il Giornale del Arte, une formule de journal italien qui pourrait devenir le Stratégies de l’art. Il crée alors la société Publications artistiques françaises (PAF) qu'il présidera jusqu'en 2000 pour publier Le Journal des arts dont il est le directeur,. C'est la même approche que Stratégies, une autre façon de parler de l’art : un journal d’information, format tabloïd lui aussi, imprimé en noir et blanc comme un quotidien, qui donne à lire beaucoup plus qu’à voir. Le succès est immédiat. Mensuel, au départ, il paraît tous les 15 jours à partir de son 34e numéro en avril 1997. Il est très vite un élément clé du monde de l’art francophone, « un regard nouveau sur le monde de l’art »,,. En avril 1998, la société P.A.F. achète le magazine L'Œil aux Éditions Gallimard, qui entrent à cette occasion dans son capital. Le web arrive. Le 2 février 1999, le Le Journal des arts et L'Œil mettent en ligne un site commun : Artindex.tm.fr, première étape vers un nouveau développement majeur via le web. C'est au départ une simple version en ligne du contenu des deux magazines, mais il évolue rapidement vers un site portail avec ses propres contenus originaux,,. L’intérêt général pour la diffusion via le web s’amplifie. Une startup, disposant de moyens financiers importants, la société Nart, qui prépare son entrée en Bourse, veut étoffer son nouveau site consacré aux ventes aux enchères à l'aide des contenus et de l'expérience acquise par P.A.F. Elle lui fait des propositions de rachat qui tiennent compte de son avance et des bénéfices attendus de la diffusion sur le web. Malgré le succès initial remarquable d’Artindex, les actionnaires majoritaires ne croient pas à la rentabilité rapide de l'édition sur le web et préfèrent encaisser immédiatement le bénéfice qui leur est proposé. La cession de P.A.F. a lieu le 15 juin 2000. Mais Nart ne résiste pas à l'éclatement de la bulle Internet et doit déposer son bilan un an plus tard. La société P.A.F. est rachetée à la barre du tribunal de commerce par les Éditions Art Clair, avec tous ses titres qui continuent à paraître.

### Le temps du web:L'Art Aujourd'hui, l'édition numérique, 2000
Jacques Dodeman croit plus que jamais à la diffusion via le web, dont la technologie va lui permettre de réaliser enfin — il a 76 ans — ce que les conditions techniques et économiques du travail avec le papier l’avaient toujours empêché de faire : un quotidien consacré à l'actualité des arts. Ce sera l’eQuotidien des Arts. Il a l'expérience de la presse, du web et les moyens financiers. La bulle Internet éclatée, il est l'un des professionnels qui survivent et qui vont développer la diffusion via le réseau Internet. Sans attendre davantage, il crée le 20 avril 2001 une nouvelle société, L’Art Aujourd’hui, et engage une équipe de journalistes et de documentalistes sous la direction de Rafael Pic, venu de Muséart. Ils créent un portail bilingue – en français artaujourdhui.com, en anglais art-of-the-day.com - qui réunit, dans une multitude de bases interconnectées et mises à jour en permanence, tout ce qui peut intéresser amateurs et professionnels de l'art : annuaires des musées, galeries, antiquaires, commissaires-priseurs, répertoire des artistes contemporains et des galeries qui les représentent, calendriers des expositions, des foires et salons et des ventes à travers le monde, et bientôt l’eQuotidien des Arts, diffusé chaque nuit, qui couvre en continu l’actualité artistique du monde entier,. Des enquêtes et des articles de fond - une douzaine chaque jour - la critique des nouvelles expositions, le patrimoine, le marché, la politique culturelle, les livres, CD, DVD, le web. Avec l’agenda du jour, tout ce qui ouvre et ferme, les programmes radio et télévision… Un site payant, sur le modèle économique qui a permis jusque-là à la Presse d’exister : abonnements, achat au numéro, vente d’espaces publicitaires et syndication des contenus. Aux États-Unis, bien des services sont gratuits, mais même Yahoo! envisage alors de devenir partiellement payant et, pour cet homme de presse, l'information indépendante de qualité, qui coûte pour être obtenue et contrôlée, doit nécessairement être payée par ses lecteurs. Le pari est suivi de près par les milieux spécialisés,. Le 12 septembre 2001 l’eQuotidien des arts est en ligne. Le lancement est quelque peu éclipsé par les évènements de la veille à New York et la disparition des tours jumelles. Mais l’accueil est enthousiaste et le succès initial certain. L’accès est libre et les lecteurs très nombreux jusqu’au 30 septembre 2001, jour où les sites deviennent payants… et où tout s’arrête. Les acheteurs ne sont pas au rendez vous ; il a été l'un des premiers en ligne et il sera l’un des premiers à découvrir que, sur le web, l’information ne s'achète plus, sauf si elle peut devenir à son tour source de profit. Il passe un accord avec Thierry Ehrmann d'Art Price qui, lui, réussit précisément à vendre de l'information sur l'art, la côte des œuvres, indispensable pour les transactions,. Il développe les rubriques consacrées au marché de l'art et essaye une combinaison papier-internet, en ajoutant à l‘eQuotidien  à partir de septembre 2002, L'Art Aujourd'hui hebdo, un hebdomadaire papier interactif avec les sites. En février 2003, L'Art Aujourd'hui passe au format news-magazine, plus maniable et abondamment illustré en couleurs. Mais le rythme de parution demeure trop fréquent pour les lecteurs du papier, habitués à lire le Journal des Arts tous les 15 jours. Le 20 juin 2003, un nouvel Art Aujourd'hui bimensuel propose « 80 pages papier et 2000 pages web ». Cette fois, les résultats s’améliorent sur les deux supports et, avec un an ou deux de patience, l'équilibre serait sans doute atteint. Mais il est visiblement encore trop tôt. En octobre 2003, il revient à une formule plus sage qui perdure : des sites-portails d’accès gratuit et deux webzines hebdomadaires ArtAujourdhui Hebdo et ArtoftheDay Weekly modestement financés par la publicité…
« Sans doute fallait-il les trente années de curiosité de Jacques Dodeman, homme de presse et de télévision, pour les nouvelles technologies du vingtième siècle pour éviter de tomber dans le travers trop partagé de refaire, sur le Web, ce qu’on fait sur le papier depuis Théophraste Renaudot ».

## Pour approfondir